# Halsbandmangabe
Die Halsbandmangabe, auch Rotscheitel- oder Rotkopfmangabe genannt (Cercocebus torquatus), ist eine Primatenart aus der Familie der Meerkatzenverwandten (Cercopithecidae).

## Merkmale
Halsbandmangaben haben einen schlanken Körperbau und einen relativ langen Schwanz. Sie ähneln im Körperbau Meerkatzen, sind aber größer. Sie erreichen eine Kopfrumpflänge von 45 bis 67 Zentimetern, der Schwanz ist ungefähr ebenso lang. Männchen sind mit 7 bis 12,5 Kilogramm deutlich schwerer als Weibchen, die 5 bis 8 Kilogramm erreichen. Ihr Fell ist an der Oberseite grau gefärbt, der Bauch ist weißlich.
Die Oberseite des Kopfes ist rötlich gefärbt. Die Backenhaare sind weißlich, diese Weißfärbung kann sich auf den Nacken erstrecken. Das Gesicht ist schwarz, die Augenlider sind wie bei allen Vertretern der Gattung weiß.

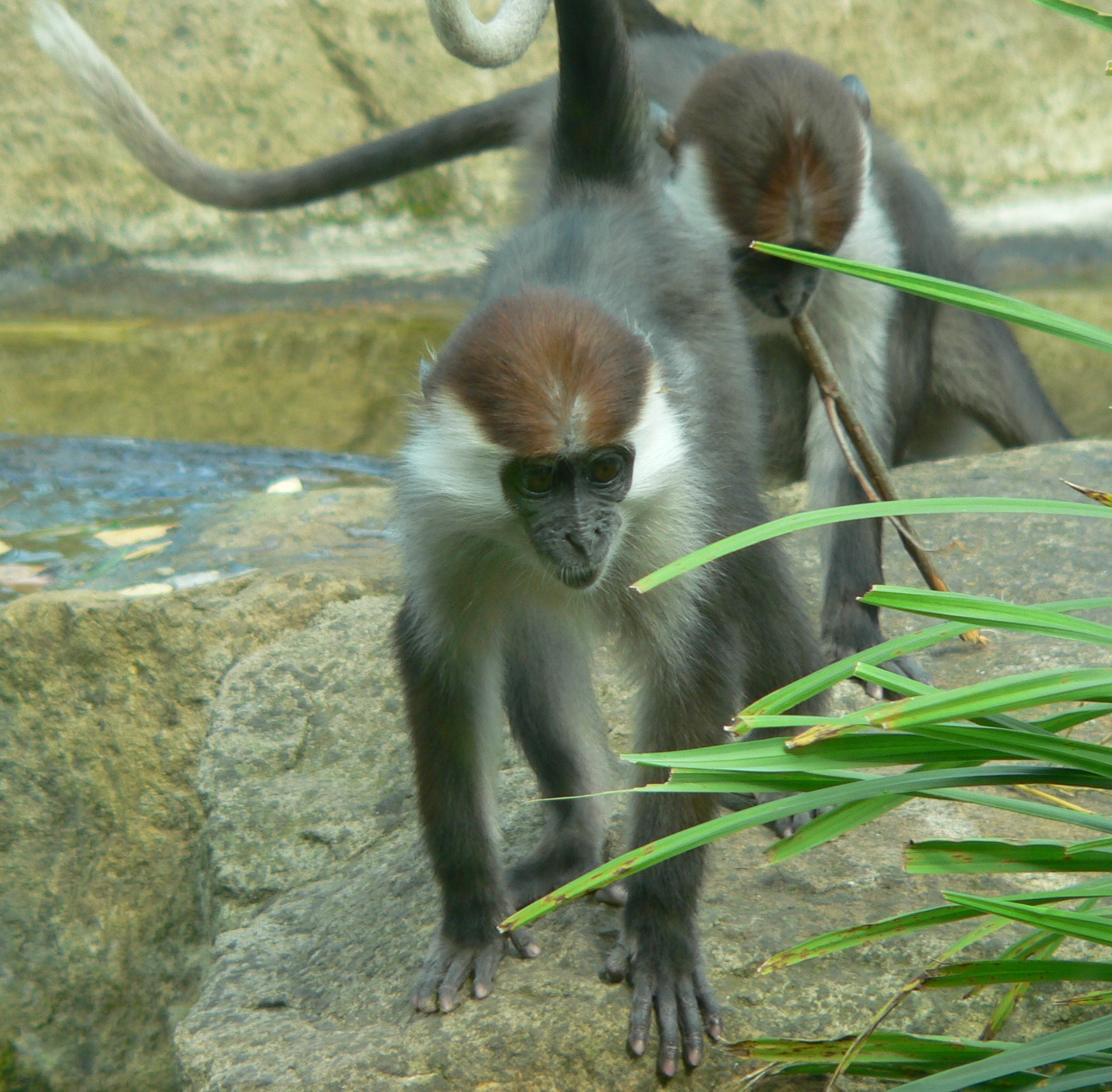
Halsbandmangaben
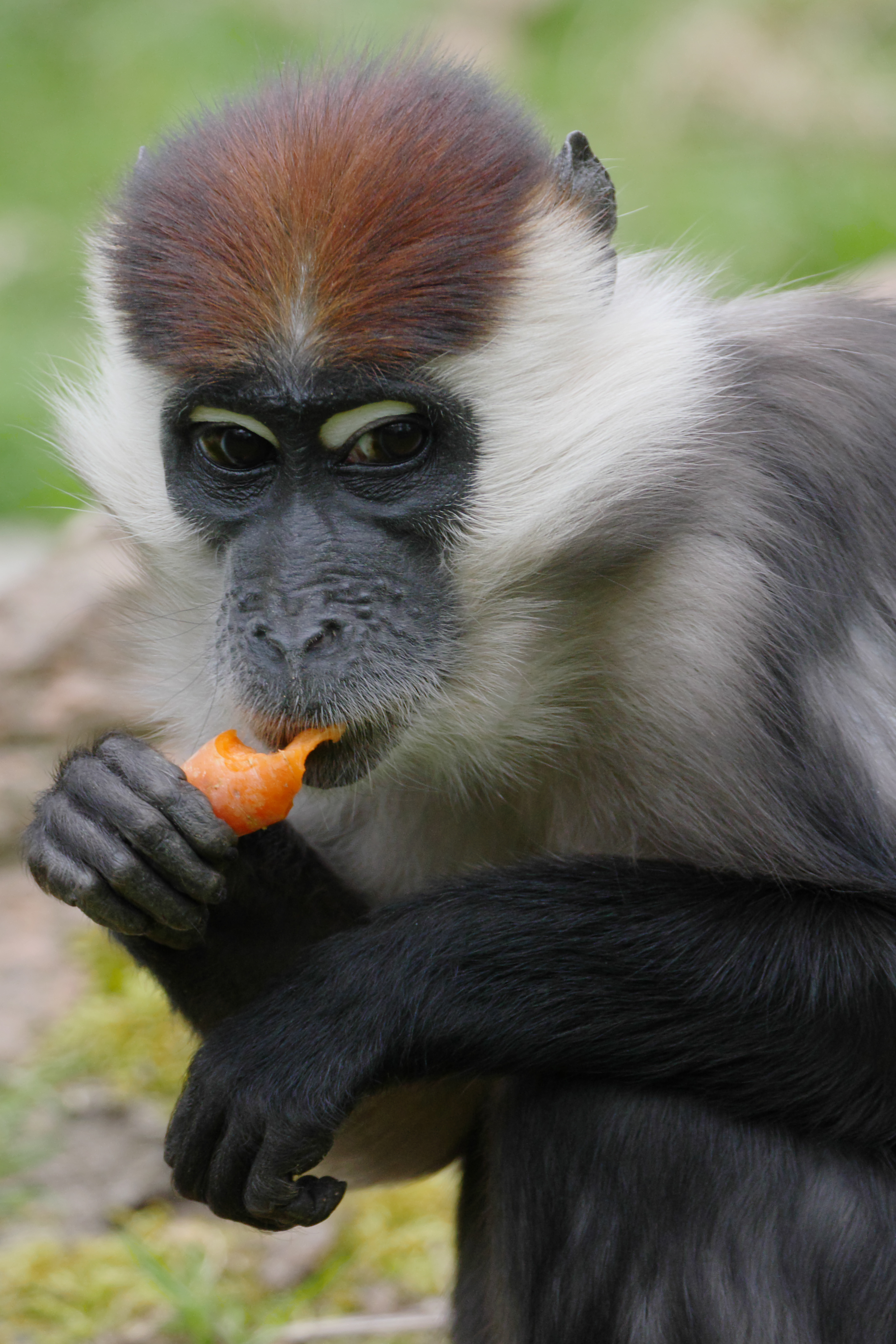
Porträt
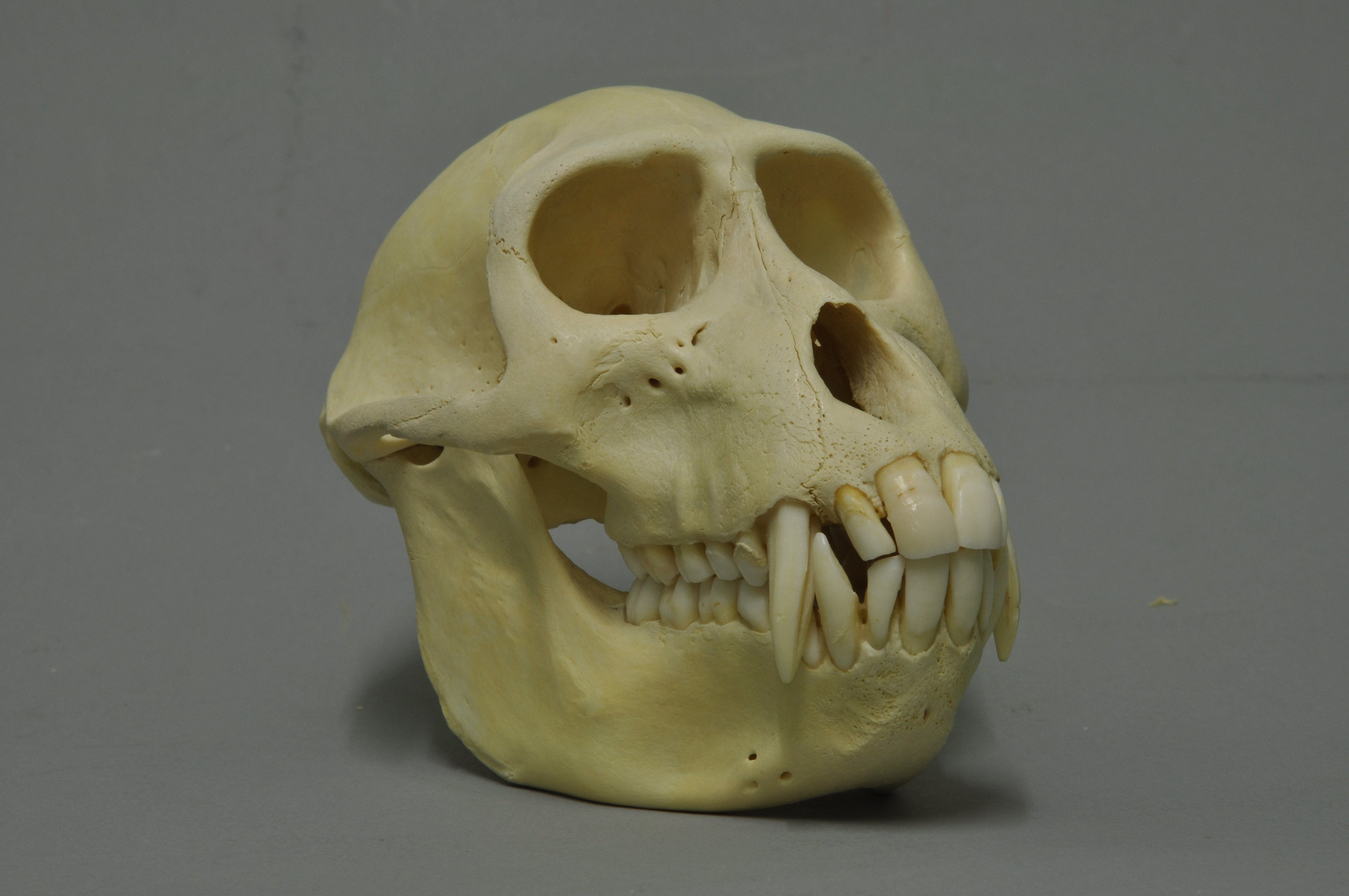
Schädel

## Verbreitung und Lebensraum

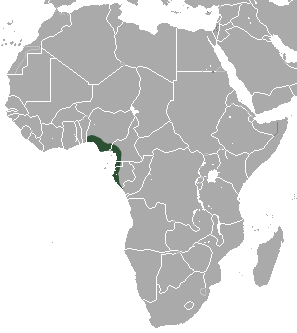
Verbreitungsgebiet

Halsbandmangaben sind im mittleren Afrika beheimatet, ihr Verbreitungsgebiet erstreckt sich vom westlichen Nigeria bis Gabun. Ihr Lebensraum sind Sumpfwälder und andere Wälder in der Nähe von Flüssen und Seen, die auch saisonal überschwemmt sein können.

## Lebensweise und Ernährung
Diese Tiere sind tagaktiv und halten sich sowohl am Boden als auch in den Bäumen auf. Die Nahrungssuche geschieht am Boden oder in den unteren Schichten der Bäume, zur Nachtruhe klettern sie oft weiter die Bäume hinauf. Sie leben in Gruppen von 10 bis 35 Tieren, es sind Mehrmännchengruppen, die neben mehreren Männchen auch zahlreiche Weibchen und den gemeinsamen Nachwuchs umfassen. Beide Geschlechter entwickeln eine Rangordnung, die unter anderem in Paarungsvorrechten und in Zugang zu Nahrungsquellen zum Tragen kommt. Die Tiere kommunizieren mit Körperhaltungen, Gesichtsausdrücken und lauten Schreien, mit denen sie die eigene Gruppe zusammenhalten und andere Gruppen auf das eigene Revier aufmerksam machen.
Halsbandmangaben sind Allesfresser, die aber vorwiegend Früchte und Nüsse zu sich nehmen. Samen, Blätter und andere Pflanzenteile fressen sie aber ebenso wie Insekten und andere Kleintiere.

## Fortpflanzung

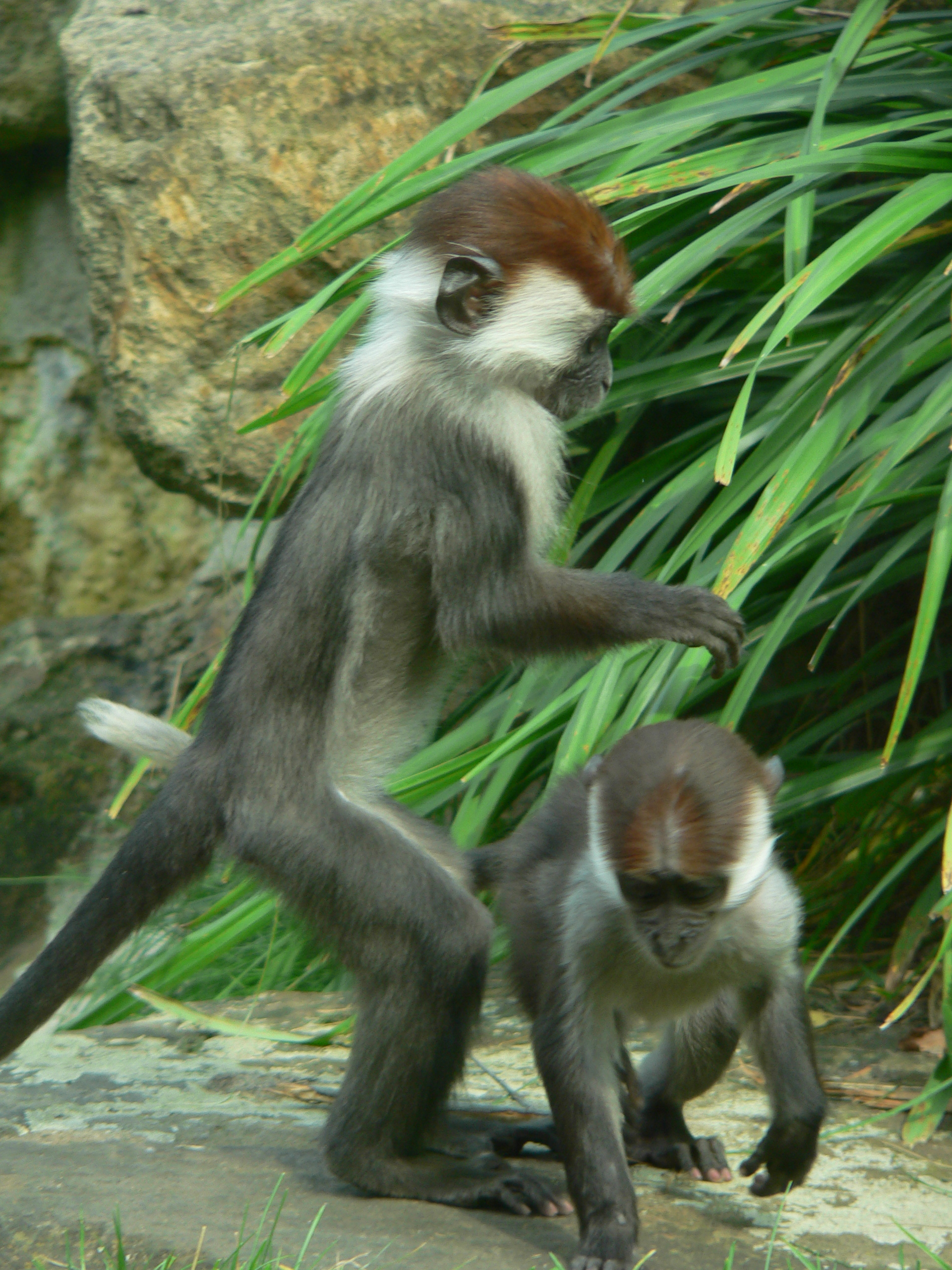
Spielende junge Halsbandmangaben

Es gibt keine feste Paarungszeit. Nach einer rund 170-tägigen Tragzeit bringt das Weibchen meist ein einzelnes Jungtier zur Welt. Diese erreichen die Geschlechtsreife mit fünf bis sieben Jahren.

## Bedrohung
Hauptbedrohungen für die Halsbandmangabe stellen die Zerstörung des Lebensraumes und die Bejagung wegen ihres Fleisches (Bushmeat) dar. Manchmal werden sie auch verfolgt, da sie in Plantagen eindringen und diese verwüsten. Die IUCN listet die Art als „gefährdet“ (vulnerable).

## Systematik
Die Halsbandmangabe ist eine von sechs Arten, in die die Gattung der Weißlid-Mangaben (Cercocebus) unterteilt wird. Die Schwarzmangaben sind nach heutigen Kenntnisstand nicht nahe mit ihnen verwandt. Die Rußmangabe aus Westafrika galt früher als Unterart der Halsbandmangabe, heute wird sie meist als eigene Art klassifiziert.

## Die Halsbandmangabe in der Kulturgeschichte
Eingefangene Halsbandmangaben waren in der Renaissance beliebte Objekte der Präsentation exotischer Tiere und wurden auch auf öffentlichen Umzügen zur Schau gestellt. Im Jahr 1562, kurz vor seinem Umzug von Antwerpen nach Brüssel, schuf der flämischen Maler Pieter Bruegel der Ältere das allegorische Gemälde Zwei Affen, auch Zwei angekettete Affen, das zwei angekettete Halsbandmangaben vor der Kulisse Antwerpens darstellt.  Das Gemälde befindet sich heute in der Sammlung der Gemäldegalerie in Berlin.